# Pleurocodonellina lahainae
Pleurocodonellina lahainae är en mossdjursart som beskrevs av Jacqueline A. Soule 1973. Pleurocodonellina lahainae ingår i släktet Pleurocodonellina och familjen Smittinidae. Inga underarter finns listade i Catalogue of Life.